# 브리지맨 이미지
브리지맨 이미지(Bridgeman Images)는 뉴욕, 런던, 파리, 베를린에 본사를 둔 세계에서 가장 큰 규모의 예술 작품 복제본 보관소 중 하나를 제공한다. 브리지맨 아트 라이브러리는 1972년 해리엇 브리지맨에 의해 설립되었으며 2014년에 이름을 변경했다. 브리지맨 아트 라이브러리는 미술관 및 박물관과 협력하여 라이선스를 위한 이미지와 영상을 수집한다.